# Philadelphia Museum of Art

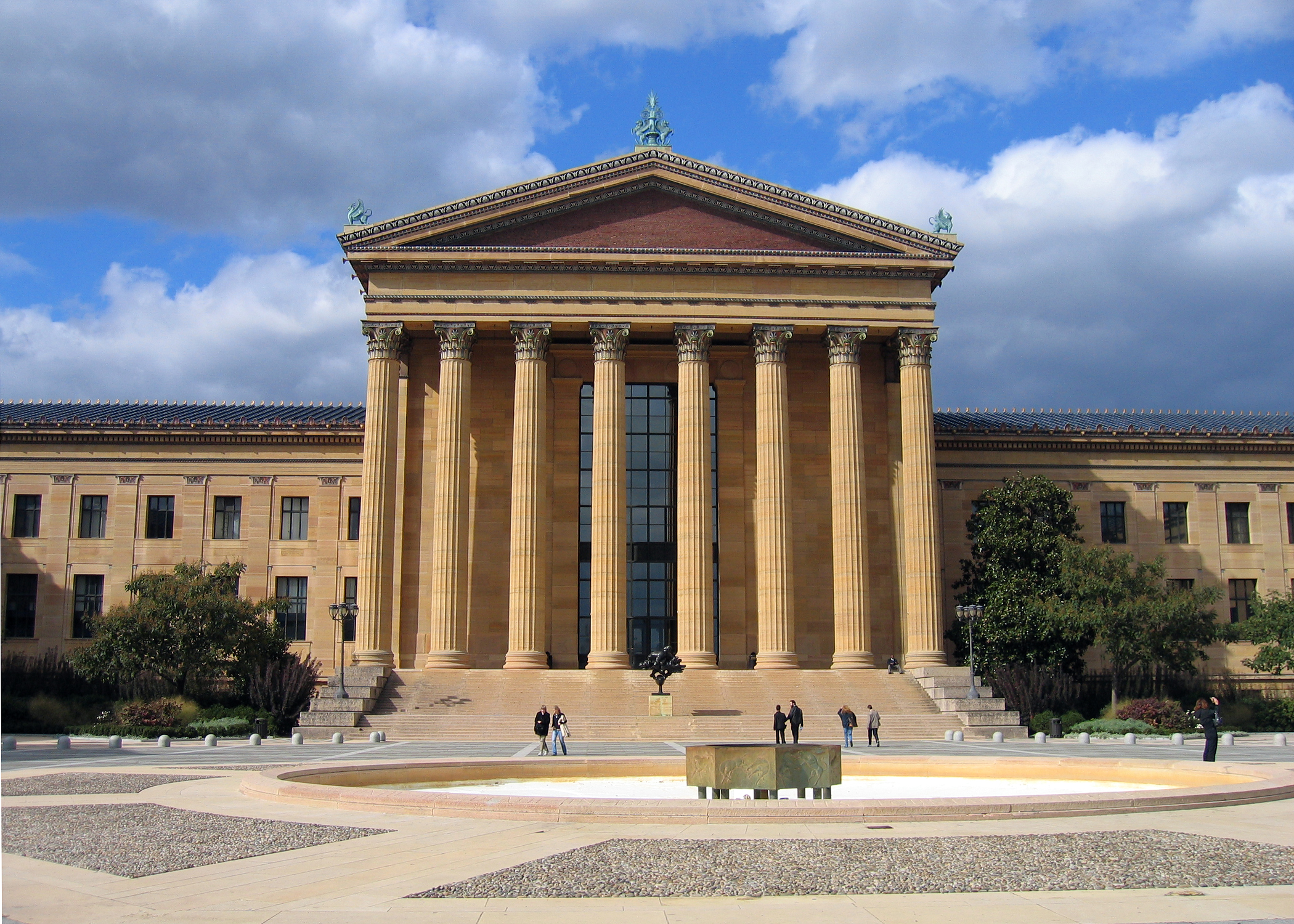
Philadelphia Museum of Art

Het Philadelphia Museum of Art, lokaal bekend als "The Art Museum", is een van de grootste kunstmusea in de Verenigde Staten. Het is gelegen aan de westkant van het Benjamin Franklin Parkway in het Fairmount Park in Philadelphia.
Het museum werd opgericht in 1876 in samenhang met de Centennial Expositie van hetzelfde jaar. Oorspronkelijk heet het 'Pennsylvania Museum en School of Industrial Art'. De oprichting werd geïnspireerd door het South Kensington Museum (nu het Victoria and Albert Museum) in Londen, dat voortkwam uit de Great Exhibition van 1851.
Het museum, op dat moment gehuisvest in de Centennial Exposition's Memorial Hall, opende zijn deuren voor het publiek op 10 mei 1877. Deze locatie voldeed, maar lag te ver weg voor de overgrote meerderheid van de inwoners van de stad.
De bouw van het huidige gebouw begon in 1919 toen burgemeester Thomas B. Smith de eerste steen legde tijdens een ceremonie op het voormalige terrein van de ontmantelde Fairmount Water Works. Het eerste deel was voltooid in het begin van 1928. Het quasi-Griekse Revival-ontwerp werd geproduceerd door Horace Trumbauer en de firma Zantzinger, Borie en Medary. De gevel van het gebouw is van Minnesota dolomiet. Het fronton tegenover de Parkway is versierd met beeldhouwwerken van C. Paul Jennewein en beeltenissen van Griekse goden en godinnen. Er is ook een verzameling van griffioenen, die werden aangenomen als het symbool van het museum in de jaren 1970. Het museum wordt ook wel het Parthenon op de Parkway genoemd.
Voor het grootste deel van de eeuw hield de familie McIlhenny een belangrijke relatie met het museum. Henry P. McIlhenny was bijna een halve eeuw betrokken bij het museum. Eerst als conservator van 1939 tot 1964, daarna als voorzitter van de raad in 1976, tot zijn dood in 1986. Hij gaf het grootste deel van zijn landgoed aan het museum.
De instelling beschrijft zichzelf als "een van de grootste musea in de Verenigde Staten". Haar collecties omvatten meer dan 225.000 objecten. Het Museum herbergt meer dan 200 galerieën en beslaat een periode van meer dan 2.000 jaar. Ze zijn gewijd aan de Egyptische, Romeinse, of precolumbiaanse kunst. Dit komt doordat er een partnerschap tussen het Museum en de Universiteit van Pennsylvania was. De Universiteit leende het museum zijn collectie van Chinees porselein en het museum leende een meerderheid van de Romeinse, precolumbiaanse en Egyptische stukken aan de universiteit. Het museum houdt een paar belangrijke stukken voor speciale tentoonstellingen.

## Collecties
Elk jaar zet het museum 15 tot 20 speciale tentoonstellingen op en deze worden bezocht door circa 800.000 mensen. Enkele van de grotere en bekendere speciale tentoonstellingen, die honderdduizenden mensen trokken, zijn die van het werk van Paul Cézanne (in 1996, 548.000 bezoekers en in 2009, tentoonstelling Cézanne and Beyond nog onbekend) en Salvador Dalí (in 2005, circa 370.000 bezoekers).
Het Philadelphia Museum of Art omvat niet alleen het iconische hoofdgebouw, maar ook het Rodin Museum (ook op de Benjamin Franklin Parkway) en diverse andere historische sites. Het recent verworven Ruth en Raymond G. Perelman-gebouw (aan de overkant van het hoofdgebouw) werd geopend in 2007 en huist voor publieke vertoning voor een paar van de meer populaire collecties van het museum. Het bevat vijf nieuwe tentoonstellingsruimtes, een door daglicht verlichte galerij en een café met uitzicht op een aangelegd terras.
In de 18e eeuw was Philadelphia een van de belangrijkste steden in Noord-Amerika en een centrum van stijl en cultuur. Het museum is vooral bekend om zijn belangrijke collecties van 'Pennsylvania Dutch'-kunst, 18e- en 19e-eeuwse meubels en zilver van vroege ambachtslieden uit Philadelphia en Pennsylvania. Ook zijn er werken van de prominente Philadelphiase kunstenaar Thomas Eakins. Het museum herbergt de belangrijkste collectie Eakins in de wereld.

## Overzicht van de collecties
Als een van de grote artistieke en historische rijkdommen van het land herbergt het museum meer dan 225.000 voorwerpen met aandacht voor de creatieve prestaties van de westerse wereld sinds de eerste eeuw na Christus en die van Azië sinds het derde millennium voor Christus.
Hoogtepunten van de Aziatische collecties omvatten schilderijen en beeldhouwkunst uit China, Japan en India, meubelen en decoratieve kunst, belangrijke collecties van Chinese, Japanse en Koreaanse keramiek en een groot aantal Perzische en Turkse tapijten. Ook is er zeldzame en authentieke architectuur zoals een Chinese paleishal, een Japans theehuis en een zestiende-eeuwse Indiase tempelhal.
De Europese collecties, daterend uit de Middeleeuwen tot heden, omvatten Italiaanse en Vlaamse meesterwerken uit de vroeg-renaissance.
Sterk vertegenwoordigd zijn de latere Europese schilderijen, met inbegrip van het Franse Impressionisme en Post-impressionisme. Beeldhouwwerk, met een speciale concentratie van het werk van Auguste Rodin. Decoratieve kunst, wandtapijten, meubelen, de op een na grootste collectie van wapens en wapenrusting in de Verenigde Staten, en stijlkamers en architectonische instellingen, variërend van de gevel van een middeleeuwse kerk in Bourgondië tot een prachtige op Engelse wijze ingerichte salon door Robert Adam.
De Amerikaanse collecties van het museum, omvatten drie eeuwen schilderkunst. Beeldhouwkunst en decoratieve kunsten, behoren tot de mooiste in de Verenigde Staten, met 18de- en 19de-eeuwse meubelen en zilver uit Philadelphia, landelijke meubelen en keramiek uit Pennsylvania. Ook schilderijen van Thomas Eakins.
De afdeling moderne kunst bevat een uitzonderlijke concentratie van werk van kunstenaars als Pablo Picasso, Marcel Duchamp en Constantin Brancusi alsmede de Amerikaanse modernisten, waardoor het museum een van de beste is in de wereld om moderne kunst te zien.
De uitdijende collectie hedendaagse kunst omvat belangrijke werken van Cy Twombly, Jasper Johns en Sol LeWitt en vele anderen.
Naast deze collecties, bevat dat het museum grote hoeveelheden kostuums en textiel, alsmede prenten, tekeningen en foto's. Deze collecties worden getoond in wisseltentoonstellingen.

## Carl Otto von Kretzschmar Kienbusch-collectie
Het museum herbergt ook een uitgebreide verzameling harnassen. Deze Von Kienbusch-collectie werd in 1976 nagelaten aan het Philadelphia Museum of Art door de verzamelaar Carl Otto von Kretzschmar Kienbusch.
Op 30 mei 2000 sloten het Philadelphia Museum of Art en de Staatliche Kunstsammlungen Dresden in Duitsland een overeenkomst voor de terugkeer van de vijf harnassen uit Dresden, die gestolen waren tijdens de Tweede Wereldoorlog. In 1953 kocht von Kienbusch de harnassen nietsvermoedend. Ze werden gedoneerd aan het Art Museum in 1976.